# Apogonia goedhuisi
Apogonia goedhuisi är en skalbaggsart som beskrevs av Conrad Ritsema 1896. Apogonia goedhuisi ingår i släktet Apogonia och familjen Melolonthidae. Inga underarter finns listade i Catalogue of Life.